# テレル・ガーシャ
テレル・ガーシャ（Terrell Gausha、1987年9月9日 - ）は、アメリカ合衆国のプロボクサー。オハイオ州クリーブランド出身。

## 来歴
2012年11月6日、自身の他にエロール・スペンス・ジュニアとルーシー・ウォーレンにドミニク・ブラゼール、マーカス・ブラウンのロンドンオリンピックボクシングアメリカ代表がそろってオスカー・デ・ラ・ホーヤのゴールデンボーイ・プロモーションズと契約した。
2015年1月9日、ゴールデンボーイ・プロモーションズからプロモート権を破棄され、同プロモーションを離脱した。
2017年10月14日、バークレイズ・センターでWBAスーパー・IBO世界スーパーウェルター級王者のエリスランディ・ララと対戦し、12回0-3（111-116、2者が110-117）の判定負けを喫し王座を獲得出来なかった。
2019年5月25日、ミシシッピ州ビロクシのベアウ・リバージ・リゾート・カジノで元WBA世界スーパーウェルター級王者オースティン・トラウトと対戦し、10回1-1（94-96、95-95、99-91）の判定で引き分けた。
2020年9月19日、モヒガン・サン・アリーナでエリクソン・ルービンとWBC世界スーパーウェルター級シルバー王座決定戦と挑戦者決定戦を行い、12回0-3（110-118、112-116、113-115）の判定負けを喫し王座とジャーメル・チャーロへの挑戦権を獲得出来なかった。
2024年6月15日、ラスベガスのMGMグランド・ガーデン・アリーナにてジャーボンテイ・デービス対フランク・マーティンの前座でWBC世界ミドル級王者カルロス・アダメスに挑戦し、12回0-3の判定負けを喫し王座獲得に失敗した。

## 戦績
- プロボクシング：29戦 24勝 (12KO) 4敗 1分

| 戦           | 日付           | 勝敗 | 時間    | 内容    | 対戦相手                             | 国籍           | 備考                                                |
| ------------ | -------------- | ---- | ------- | ------- | ------------------------------------ | -------------- | --------------------------------------------------- |
| 1            | 2012年11月9日  | ☆    | 2R 1:55 | KO      | ダスティン・カプリンジャー           | アメリカ合衆国 | プロデビュー戦                                      |
| 2            | 2013年1月12日  | ☆    | 1R 1:42 | TKO     | ケネス・テイラー・シュミッツ         | アメリカ合衆国 |                                                     |
| 3            | 2013年2月23日  | ☆    | 4R      | 判定3-0 | リーカン・バイフィールド             | アメリカ合衆国 |                                                     |
| 4            | 2013年4月20日  | ☆    | 4R      | 判定3-0 | ウィリアム・ウォータース             | アメリカ合衆国 |                                                     |
| 5            | 2013年8月19日  | ☆    | 2R 1:04 | KO      | オースティン・マーカム               | アメリカ合衆国 |                                                     |
| 6            | 2013年9月12日  | ☆    | 1R 2:48 | TKO     | ブルース・ランクル                   | アメリカ合衆国 |                                                     |
| 7            | 2013年11月11日 | ☆    | 1R 1:50 | KO      | アンドレス・カリクスト・レイ         | メキシコ       |                                                     |
| 8            | 2014年2月10日  | ☆    | 8R      | 判定3-0 | ジョージ・ソサ                       | アメリカ合衆国 |                                                     |
| 9            | 2014年4月26日  | ☆    | 8R      | 判定3-0 | チャールズ・ウィテカー               | ケイマン諸島   |                                                     |
| 10           | 2014年6月6日   | ☆    | 10R     | 判定3-0 | ジェームズ・ウィンチェスター         | アメリカ合衆国 |                                                     |
| 11           | 2014年7月25日  | ☆    | 1R 2:59 | KO      | ロニー・ウォーリアー・ジュニア       | アメリカ合衆国 |                                                     |
| 12           | 2014年9月6日   | ☆    | 6R      | 判定3-0 | ファン・カルロス・ロハス・サンチェス | メキシコ       |                                                     |
| 13           | 2014年12月11日 | ☆    | 8R 2:30 | KO      | セサール・ヴィラ                     | アメリカ合衆国 |                                                     |
| 14           | 2015年3月7日   | ☆    | 2R 0:51 | TKO     | ノルベルト・ゴンザレス               | メキシコ       |                                                     |
| 15           | 2015年6月20日  | ☆    | 8R      | 判定3-0 | ルイス・グラヘダ                     | メキシコ       |                                                     |
| 16           | 2015年9月26日  | ☆    | 8R      | 判定3-0 | エリザール・ゴンザレス               | プエルトリコ   |                                                     |
| 17           | 2015年12月12日 | ☆    | 10R     | 判定3-0 | セイド・エル・ハラック               | モロッコ       |                                                     |
| 18           | 2016年4月30日  | ☆    | 7R 終了 | TKO     | オルランド・ロラ                     | メキシコ       |                                                     |
| 19           | 2016年8月27日  | ☆    | 10R     | 判定3-0 | スティーブン・マルティネス           | アメリカ合衆国 |                                                     |
| 20           | 2017年2月10日  | ☆    | 10R     | 判定3-0 | ルイス・エルナンデス                 | プエルトリコ   |                                                     |
| 21           | 2017年10月14日 | ★    | 12R     | 判定0-3 | エリスランディ・ララ                 | アメリカ合衆国 | WBAスーパー・世界スーパーウェルター級タイトルマッチ |
| 22           | 2018年12月22日 | ☆    | 1R 2:51 | TKO     | ジョーイ・エルナンデス               | アメリカ合衆国 |                                                     |
| 23           | 2019年5月25日  | △    | 10R     | 判定1-1 | オースティン・トラウト               | アメリカ合衆国 |                                                     |
| 24           | 2020年9月19日  | ★    | 12R     | 判定0-3 | エリクソン・ルビン                   | アメリカ合衆国 |                                                     |
| 25           | 2021年3月13日  | ☆    | 2R 2:49 | TKO     | ジャモンテイ・クラーク               | アメリカ合衆国 |                                                     |
| 26           | 2022年3月26日  | ★    | 12R     | 判定0-3 | ティム・チュー                       | オーストラリア | WBOグローバルスーパーウェルター級タイトルマッチ     |
| 27           | 2023年3月4日   | ☆    | 9R 0:50 | KO      | ブランディン・リンチ                 | アメリカ合衆国 |                                                     |
| 28           | 2023年9月30日  | ☆    | 8R      | 判定3-0 | キーアンドレ・レザーウッド           | アメリカ合衆国 |                                                     |
| 29           | 2024年6月15日  | ★    | 12R     | 判定0-3 | カルロス・アダメス                   | ドミニカ共和国 | WBC世界ミドル級タイトルマッチ                       |
| テンプレート |                |      |         |         |                                      |                |                                                     |